# Hampole
Hampole är en civil parish i Doncaster i Storbritannien. Den ligger i grevskapet South Yorkshire och riksdelen England, i den centrala delen av landet, 240 km norr om huvudstaden London. Antalet invånare är 203.